# Rambervillers
Rambervillers è un comune francese di 5 833 abitanti situato nel dipartimento dei Vosgi nella regione del Grand Est.

## Società

### Evoluzione demografica
Abitanti censiti